# Recesiones en Venezuela

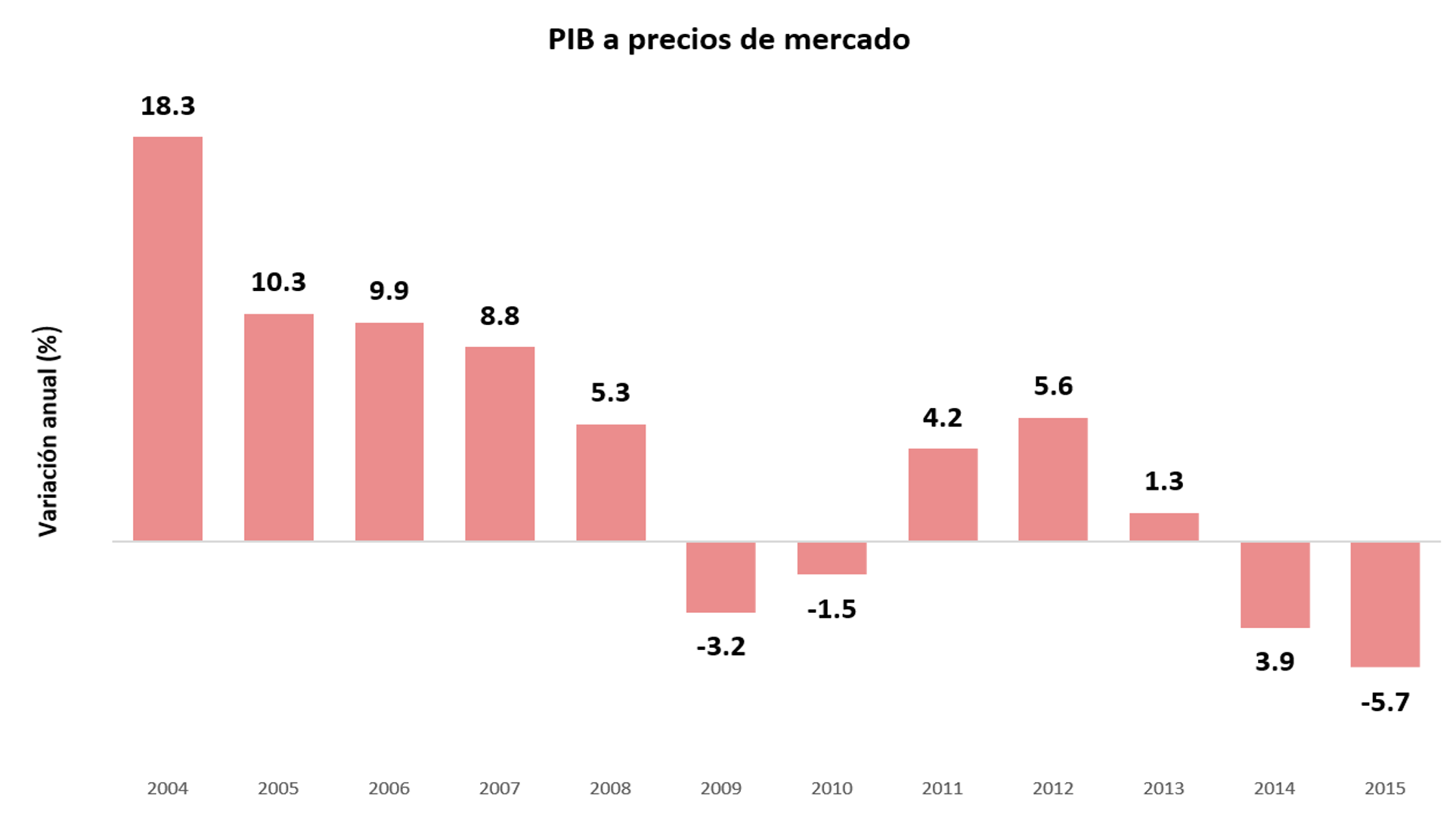
Evolución de la variación anual del PIB a precios constantes de 1997 (2004-2015) según el Banco Central de Venezuela.

Debido a su biodiversidad el territorio ocupado actualmente por Venezuela reúne las condiciones geográficas adecuadas para el desarrollo de los sectores primarios de la economía civilizada.
La economía del país anterior al descubrimiento del petróleo era típica de estructuras socioeconómicas rurales. Pocos o ningún evento de recesión económica es documentada desde su época colonial hasta finales del siglo XIX.
El inicio de la explotación del petróleo provocó un éxodo rural, así mismo la migración de habitantes del Caribe, Europa y el resto del continente. La ruptura del statu quo, y el advenimiento abrupto de la sociedad preindustrial no contó con la prevención adecuada en infraestructura u organización burocrática. De modo que, al igual que en el resto de los países de la región, la sobrepoblación de zonas urbanas no fue planificada, generando focos de pobreza que se propagaron rápidamente.
La introducción de fenómenos sociales como la pobreza, el desempleo y demás problemas característicos de la sociedad de masas, dio pie al sindicalismo, partidismo y la aparición del movimiento obrero. Con base en estos conflictos sociales se desarrolló la oferta política de la nación desde el siglo XX hasta la actualidad, sin ninguna mejoría substancial como es característico del interés político.
Luego de la Privatización del petróleo, industrias del sector primario y manufactura se vieron lentamente desplazadas a finales del siglo XX. Las nuevas políticas económicas aplicadas desde comienzos del siglo XXI han reducido la actividad económica casi en su totalidad, volviendo al país completamente dependiente del valor del crudo a nivel internacional; para 2017 los ingresos de la nación provenían únicamente de la exportación de crudo extrapesado y bonos expedidos por la estatal petrolera

## Concepto de recesión
En macroeconomía, se considera recesión a la disminución generalizada de la actividad económica de un país o región, medida a través de la bajada, en tasa anual, del producto interno bruto (PIB) real, durante un periodo suficientemente prolongado. Se considera que un país entra en recesión técnica cuando acumula dos trimestres consecutivos de crecimiento negativo y sale de la recesión cuando registra tasas de crecimiento positivo en un trimestre.
Hay que advertir que no existe acuerdo en la doctrina acerca de cuál es dicho periodo, aunque con el tiempo ha venido a extenderse la opinión emitida por Julius Shiskin en un artículo publicado en el diario New York Times en 1975 en torno a dos trimestres consecutivos de caída como plazo definitorio para el término.

## Recesiones

### Recesión de 1859–1870

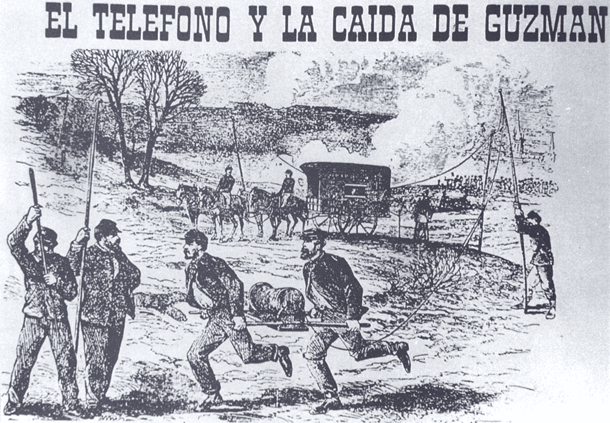
Destrucción de las líneas del telégrafo durante la Guerra Federal.

En las regiones donde se desarrolló la guerra, muchas tierras productivas quedaron calcinadas por los incendios, o simplemente abandonadas por falta de mano de obra. Se redujo así considerablemente la producción agrícola y ganadera, ya que se perdieron más de siete millones de reses. Todo esto trajo consigo el que las exportaciones se mermaran y el incremento de la deuda externa a casi 159 000 000 de pesos.

### Recesión de 1902–1903

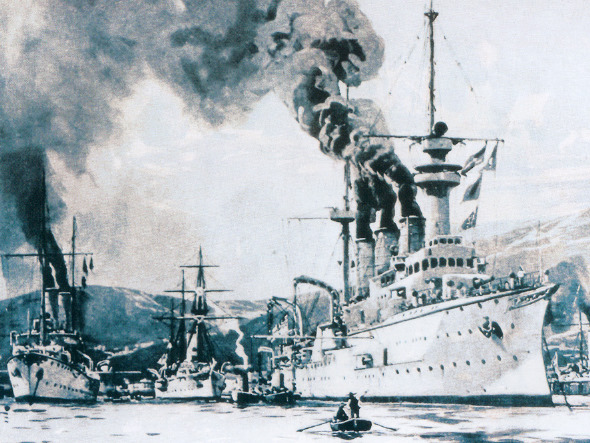
Bloqueo de los puertos venezolanos en 1902.

El bloqueo fue levantado en virtud de los protocolos firmados en Washington el 13 de febrero de 1903 con los agresores y otras naciones. Por medio de aquellos instrumentos se formalizó el levantamiento del bloqueo naval y el compromiso de reiniciar el pago de la deuda externa que fue reducida de 352 000 000 Bs de capital e intereses más indemnizaciones de guerra a 150 900 000 Bs; menos de la mitad que las demandas iniciales de los reclamantes. En este Protocolo se acordó que Venezuela pagaría con el 30 % de sus ingresos de aduana.

### Recesión de 1959-1963
Después de que fuese depuesta la dictadura de Marcos Pérez Jiménez, el segundo gobierno de Betancourt tomó una serie de medidas de índole social, que unidas al inestable ambiente político existente (como consecuencia de sublevaciones militares y de la subversión de la guerrilla), ocasionaron una recesión económica, que afectó especialmente a la industria de la construcción, uno de los sectores más activos y generadores de empleo de la economía nacional en ese entonces.

### Recesión de 1983–1985
Tras el llamado Viernes Negro en el año 1983, la economía de Venezuela entró en recesión, cayendo el PIB un 5,6 %. En el segundo trimestre de 1984 la economía cayó un 1,4 % durante dos trimestres consecutivos hasta 1985.

### Recesión de 1989–1990

Saqueos durante el Caracazo.

En el año 1989 Venezuela se vio afectada por una crisis económica a causa de varios factores como el endeudamiento y la corrupción, esto condujo a una contracción del producto interno bruto (PIB) del 8,9 % durante un año, hasta que volvió a crecer 0,3 % en 1990. Volviendo al año 89 en el cual el PIB cayó en 8,57 %, esta recesión representó la mayor caída del PIB real en los últimos años.

### Recesión de 1994–1999
En el año 1994 Venezuela sufrió una crisis bancaria en donde la mayoría de los bancos financieros colapsaron, haciendo que la situación económica del país empeorará, afectando a un tercio de la población. El gobierno tuvo que desembolsar el 11% del producto interno bruto para financiar el plan, lo que tuvo un fuerte impacto en la economía venezolana. Al final del año, el PIB cerró con una caída del 3,3 % y millones de personas terminaron con sus fondos congelados en la banca intervenida.

### Recesión de 2002–2003

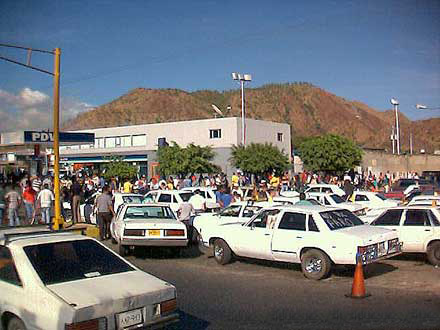
Largos aglomeramientos vehiculares en las gasolineras el 10 de diciembre de 2002.

Entre 2002 y 2003 (dos de los tres peores años de recesión económica) hubo una significativa inestabilidad política y el paro general de actividades económicas, incluyendo un vacío de poder en 2002 y después calificado en 2005 por un nuevo renombrado TSJ como un golpe de Estado. En el cuarto trimestre de 2002 debido a varias causas como el paro petrolero el comportamiento de la economía para ese año, de crecimiento 0 %, será principalmente producto de la caída de los precios del petróleo.

### Recesión de 2009–2010
A pesar de que al principio la Gran Recesión no afectó fuertemente a Venezuela, la economía del país entró en recesión en el tercer trimestre de 2009 con una contracción del 3,3 % después de experimentar crecimiento por 22 trimestres seguidos. Igualmente, en el primer semestre del 2010, el PIB de Venezuela se contrajo en 3.5 %, totalizando cinco trimestres consecutivos sin crecimiento. Otro factor fue la crisis energética que el país empezó a experimentar en 2009.

### Recesión de 2014–2025

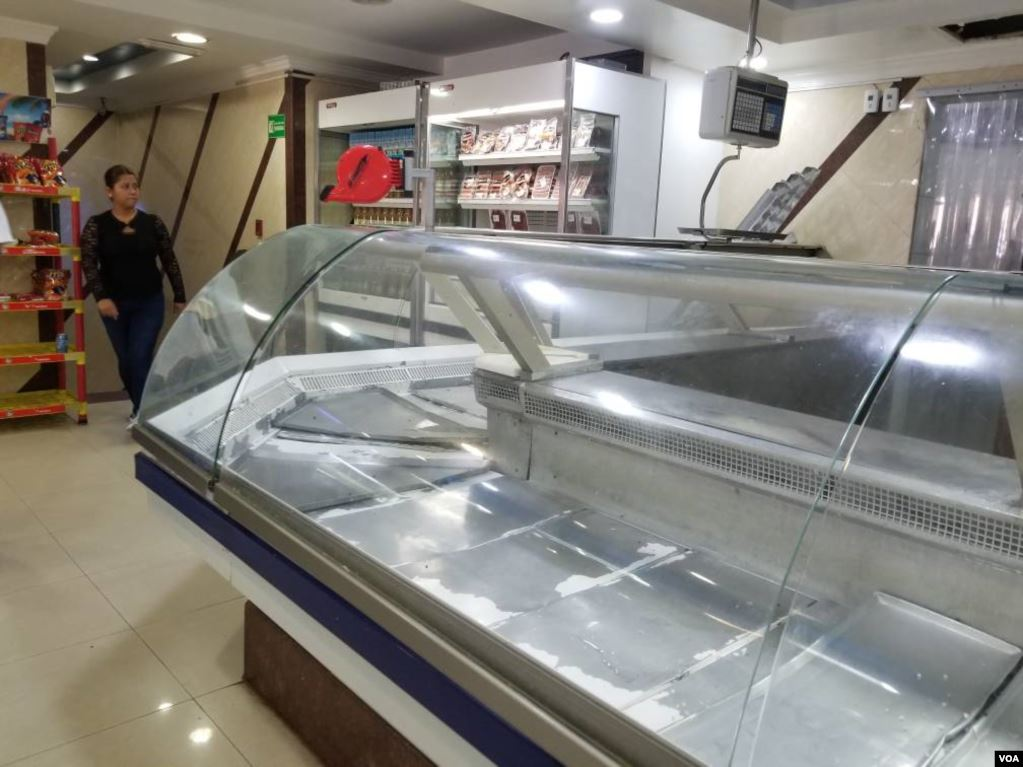
Los dispensarios de venta de carne paran vacíos en súpermercados en Venezuela.

Durante el tercer trimestre de 2014, la economía venezolana entra oficialmente en recesión, según reportes del Banco Central de Venezuela el país venía en el segundo trimestre de reportar una caída de 4,9%, luego de registrar una contracción de 4,8% en los primeros tres meses del año, para el tercer trimestre el país registró una contracción de 2,3%, este comportamiento económico de Venezuela en lo que va del año 2014, de acuerdo con los parámetros internacionales, dos trimestres continuos con contracciones económicas apuntan hacia una recesión. De acuerdo a varios analistas estiman que Venezuela entró en un ciclo de «estanflación», que implica contracción económica e inflación alta. La primera recesión en Venezuela de la crisis termina en el tercer trimestre de 2015. Un año después, en el tercer trimestre de 2016, el país volvió a caer en recesión.